# Giorgio Biguzzi
Giorgio Biguzzi (ur. 4 lutego 1936 w Calisese di Cesena, zm. 1 lipca 2024 w Parmie) – włoski duchowny rzymskokatolicki posługujący w Sierra Leone, w latach 1987–2012 biskup Makeni.

## Życiorys
Święcenia kapłańskie przyjął 16 października 1960. 17 listopada 1986 został prekonizowany biskupem Makeni. Sakrę biskupią otrzymał 6 stycznia 1987. 7 stycznia 2012 przeszedł na emeryturę.